# Фостер, Майлз Беркет
Майлз Беркет Фостер старший (англ. Myles Birket Foster; 4 февраля 1825 — 27 марта 1899) — английский художник.
Фостер родился в Норт-Шилдсе, но его семья переехала в Лондон в 1830 году, где его отец основал компанию по розливу пива. Учился у гравера и иллюстратора Эбинизера Ландолза, однако сам работал преимущественно акварелью. Первоначальная известность пришла к Фостеру благодаря его активной работе для популярных английских журналов, в том числе для журнала «Панч». Он также много иллюстрировал романы и поэтические сборники. В дальнейшем Фостер стал также весьма успешным пейзажистом, большей частью посвятив себя видам графства Суррей, но оставив также множество видов Рейна, Венеции, озёр Швейцарии. Никоим образом не напоминая по манере прерафаэлитов, Фостер был дружен с Бёрн-Джонсом и Уильямом Моррисом и даже выступил оформителем для дома последнего. Он заболел в 1893 году и переехал в Уэйбридж. Он продолжал рисовать, но умер 27 марта 1899 года. Он похоронен на кладбище церкви Всех Святых в Уитли.
Сын Фостера — Майлз Беркет Фостер (младший), композитор и музыковед.